# Geosynchronous Satellite Launch Vehicle
Geosynchronous Satellite Launch Vehicle (GSLV) – indyjska rakieta nośna operowana przez ISRO w celu wystrzeliwania satelitów telekomunikacyjnych na orbitę geostacjonarną.

## Dane techniczne
Projekt rakiety GSLV powstał w 1990 r. w celu opracowania sposobu wystrzeliwania satelitów na orbitę geostacjonarną bez udziału innych państw. Do tego czasu ISRO do startów cięższych satelitów korzystała z rakiet radzieckich.
Rakieta wykorzystuje w większości komponenty rakiety Polar Satellite Launch Vehicle (PSLV). Jest to rakieta trójstopniowa wyposażona w 4 dopalacze zasilane paliwem hipergolowym w postaci mieszanki UDMH i N2O4. Pierwszy centralny stopień zasilany jest paliwem stałym, drugi stopień mieszanką hipergolową, a trzeci stopień zasilany ciekłą mieszaniną wodoru i tlenu.
Powstały cztery warianty rakiety. Wszystkie wersje Mk1 posiadały trzeci stopień produkcji rosyjskiej.
- GSLV Mk1.A: pierwszy wariant GSLV, który miał udźwig 1500 kg na orbitę geostacjonarną. Nie jest już używany.
- GSLV Mk1.B: w porównaniu do Mk1.A miał udźwig zwiększony o 400 kg. Również wycofany z użytku.
- GSLV Mk1.C: ze zwiększonym udźwigiem. Odbył się tylko jeden start.
- GSLV Mk2: pierwszy wariant z indyjskim silnikiem na paliwo kriogeniczne w trzecim stopniu.

W czerwcu 2017 roku odbył się pierwszy start orbitalny rakiety GSLV Mk3, która ma większy udźwig umożliwiający rozwój indyjskiego programu załogowych lotów kosmicznych. Mimo nazwy nawiązującej do rakiet GSLV, w rzeczywistości jest to rakieta nowego typu.

## Starty
Wszystkie starty GSLV odbyły się z Centrum Kosmicznego Satish Dhawan.
| Lot | Data startu/czas (GMT) | Typ   | Wyrzutnia | Ładunek   | Masa ładunku | Skutek                  | Uwagi |
| --- | ---------------------- | ----- | --------- | --------- | ------------ | ----------------------- | --- |
| D1  | 18 kwietnia 2001 10:13 | Mk1.A | Nr 1      | GSAT-1    | 1540 kg      | Częściowe niepowodzenie | Pierwszy lot testowy, ładunek umieszczony na niższej orbicie niż planowano i nie posiadał wystarczającej ilości paliwa na korekcję. |
| D2  | 8 maja 2003 11:28      | Mk1.A | Nr 1      | GSAT-2    | 1825 kg      | Powodzenie              | Lot testowy |
| F01 | 20 września 2004 10:31 | Mk1.B | Nr 1      | EDUSAT    | 1950 kg      | Powodzenie              | Pierwszy lot operacyjny |
| F02 | 10 lipca 2006 12:08    | Mk1.B | Nr 2      | INSAT-4C  | 2168 kg      | Niepowodzenie           | Rakieta wraz z ładunkiem uległa zniszczeniu po uprzednim zboczeniu z kursu, szczątki spadły do wód Zatoki Bengalskiej. |
| F04 | 2 września 2007 12:51  | Mk1.B | Nr 2      | INSAT-4CR | 2160 kg      | Częściowy sukces        | Częściowy sukces, apogeum zbyt niskie i zbyt wysokie nachylenie orbity z powodu słabych osiągów rakiety. Jednak ładunek osiągnął orbitę geostacjonarną. Były doniesienia o skróceniu misji satelity o 5 lat z powodu wypalenia przez silniczki paliwa w celu osiągnięcia docelowej orbity. ISRO uznało te informacje jako nieprawdziwe. |
| D3  | 15 kwietnia 2010 10:57 | Mk2   | Nr 2      | GSAT-4    | 2220 kg      | Niepowodzenie           | Awaria turbopompy paliwa w ostatnim stopniu rakiety. |
| F06 | 25 grudnia 2010 10:34  | Mk1.C | Nr 2      | GSAT-5P   | 2130 kg      | Niepowodzenie           | Zniszczona przez kontrolera lotu po utracie kontroli nad dopalaczami. |
| D5  | 5 stycznia 2014 10:48  | Mk2   | Nr 2      | GSAT-14   | 1980 kg      | Powodzenie              | Pierwszy udany lot wersji Mk2. |
| D6  | 27 sierpnia 2015 11:22 | Mk2   | Nr 2      | GSAT-6    | 2117 kg      | Powodzenie              | |
| F05 | 8 września 2016 11:20  | Mk2   | Nr 2      | INSAT-3DR | 2211 kg      | Powodzenie              | Pierwszy lot operacyjny wersji Mk2. |
| F09 | 5 maja 2017 17:27      | Mk2   | Nr 2      | GSAT-9    | 2230 kg      | Powodzenie              | |

## Konstrukcje porównywalne
- Ariane 4
- Delta II
- Chang Zheng 2
- Falcon 9
- Sojuz-U